# المعامرة

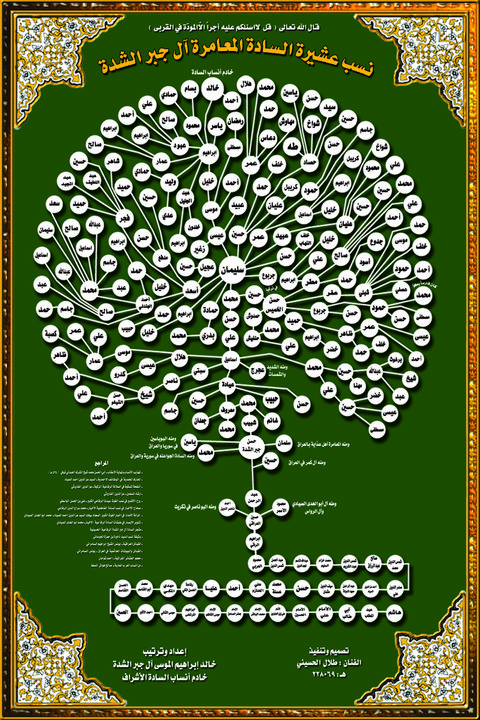
توثيق نسب شبيب بن جبر الشدة

المعامرة آل جبر الشدة، هي بطن من بطون قبيلة الرفاعي القرشية، أسرة تنتسب إلى أبناء حسن جبر الشدة .. وهم (الشريف سلمان الرفاعي، الشريف ياسين الرفاعي، الشريف شبيب الرفاعي)، الملقبون بالمعامرة، نسبة لعملهم في عمارة المساجد يأيديهم.

## نسبهم
أبناء الشريف حسن جبر الشدة بن الشريف إبراهيم الرقي بن الشريف حسين العراقي بن الشريف عبد الرحمن بن الشريف محمود بن الشريف شمس الدين عبد الرحمن بن الشريف نجم الدين عبد الله قاسم بن الشريف شمس الدين عبد الكريم بن الشريف صالح عبد الرزاق بن الشريف شمس الدين محمد بن الشريف صدر الدين علي بن الشريف عز الدين أحمد الصياد بن الشريف عبد الرحيم ممهد الدولة الرفاعي بن الشريف سيف الدين عثمان بن الشريف حسن بن الشريف محمد عسلة بن الشريف حازم بن الشريف أحمد المرتضى بن الشريف علي المكي بن الشريف رفاعة الحسن المكي - جد قبيلة الرفاعي القرشية الهاشمية.

## الأبناء
ولقد أعقب حسن (الملقب جبر الشدة) أبناء وهم: 
1. محمد: وتلقب ذريته "بالجواعنة"، ومساكنهم في العراق وسورية.
2. ياسين: وذريته في الموصل، وقرية أبو وجنة والقامشلي، قرية رحية السودة (آل السموري والعازل) من أبناء السيد عبيد الخيري.
3. سلمان: وذريته في سورية دير الزور، والحسكة، والرقة، وفي العراق الموصل، وعداية.
4. شبيب: وذريته في سورية، في الحسكة، والرقة.
5. البوبجري: ذريتهم في الحلة وسط العراق

وتلقب ذرية "الثلاثة" (سلمان، وياسين، وشبيب) بلقب "المعامرة"، ولا يقتصر هذا اللقب على "آل جبر الشدة".

## سبب تسميتهم بهذا اللقب
لحق بهم هذا اللقب، لحادثة حصلت معهم ألا وهي أنهم أرادوا بناء مسجد في إحدى مناطق الموصل، ولم يجدوا عمال بناء "وباللغة العامية معمرجي أو معمار" .. فاخذوا يبنون المسجد بأنفسهم، حتى أتم الله بناء ذلك المسجد على أيديهم.
وكانت هذه هي تجربتهم الأولى في البناء، ولكن أدائهم كان جيدا، ولفت انتباه الناس الآخرين، فلقبوهم بالمعامرة، وسرى عليهم هذا اللقب، حتى أصبحت "ذريتهم" تعرف "بالمعامرة".

## الكتب التاريخية التي ذكرت المعامرة

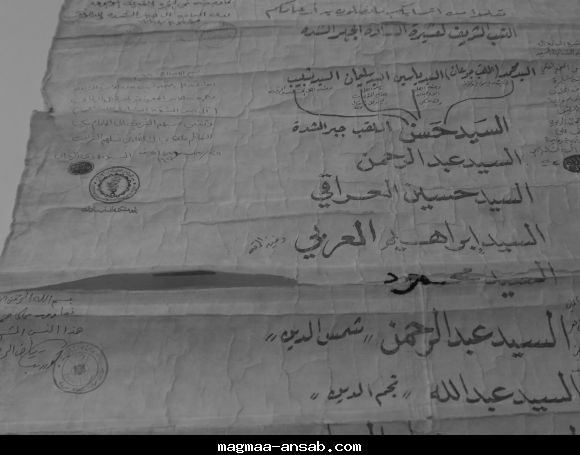
تسلسل نسب المعامرة

1. ذكرت قبيلة المعامرة في موسوعة عشائر الجزيرة والفرات بين الماضي والحاضر ص 166, ما نصه: (عشيرة المعامرة تعتبر نفسها من الجبور, ويزعمون أنهم أبناء عامر بينما يعتبرهم الجبور الأصليون من لواحقهم، ولا يمتون إليهم بصلة من حيث النسب وهم يسكنون وسط الجبور).[1]
2. معجم قبائل العرب. المجلد الثالث، ص 1116 للكاتب عمر رضا كحلة، ما نصه عن المعامرة: (المعامرة في الحلة من زبيد ويقطنون في ناحية المحا ويل على القناة ويقطن قسم آخر على قناة النيل، وقسم ثالث في بزايز، قناة اليوسفية).[2]
3. ذكر الكاتب كريم جاسم الجزائري في كتابه أصول القبائل العراقية الجزء الأول ص 150 ما نصه : ( المعامرة: عشيرة حسينية موسوية كما تشير إلى ذلك مشجرة النسب التي ذكرتها بعض عشائر الانساب، اما المعامرة في دير الزور فإن أهم البيوتات هم بيت سياد وبيت عبدون وبيت طبال وبيت ذراع وبيت هلال ).[3]
4. ذكر المحامي عباس العزاوي في كتابه عشائر العراق المجلد الثالث ص 53 ما نصه: (المعامرة في المحاويل و المسيب من زبيد ويسكنون مع الجحيش, نخوتهم أخوة سلمة، وفرقهم كثيرة ومتداخلة بحيث أستقل بعضها عن بعض، ودخلهم غيرهم وهم " البو شريعة، البو حامد، والبو حمير).[4]
5. ذكر الكاتب أحمد شوحان في كتابه معجم العشائر الفراتية ص 424 ما نصه: (المعامرة في دير الزور، ينتسب بعضهم إلى زبيد وبعضهم يقول أنهم من السادة والبعض من زبيد والظاهر أنهم فرق كثيرة ولا يستبعد أن يكون بعضهم سادة لميلهم الشديد إلى البو حديد، أبناء السيد عجان الحديد بدير الزور وبعض المعامرة يزعم أن البو حديد منهم وهذا ما يدل على أن المعامرة حلف وليست عشيرة مستقلة بذاتها).[5]
6. ذكر الكاتب إبراهيم أحمد المقحفي في كتابه معجم البلدان والقبائل اليمنية الجزء الثاني ص 1569 ما نصه: (المعامرة بطن من زبيد ثم من مذحج, النسبة إليهم: معمري ومنازلهم في مديرية المخامن من أعمال محافظة تعز في قرية اسمهم إلى يومنا، ومنهم طائفة هاجرت أيام الإسلامية واستوطنت الحلة بالعراق).[6]
7. ذكر الكاتب إبراهيم أحمد المقحفي في كتابه معجم البلدان والقبائل اليمنية الجزء الثاني ص 1569 ما نصه: (والمعامرة قرية في جبل الشراقي من أعمال حجة تقع غربي شهاوى وقد سميت نسبة إلى قبيلة آل معمر بن الحارث الوداعي).[6]
8. ذكر النسابة ثامر عبد الحسن العامري في كتابه موسوعة العشائر العراقية المجلد الثالث صفحة 202 ما نصه: (عشيرة المعماريين التي يطلق عليها البعض اسم المعامرة وهو اللقب الذي أطلق على جدهم الكبير سليمان وذريته، وأن عشيرة المعامرة هذه ينتسب أبناؤها إلى السادة الحسينية وقد توزعت منازلهم في ديالى و نينوى و عين زالة).[7]